# Sun Long (Shorttracker)
Sun Long (* 28. August 2000 in Changchun) ist ein chinesischer Shorttracker.

## Werdegang
Sun startete im November 2018 in Calgary erstmals im Shorttrack-Weltcup und belegte dabei den 43. Platz über 1500 m und den achten Rang mit der Staffel. Im folgenden Monat erreichte er in Almaty mit dem dritten Platz mit der Staffel seine erste Podestplatzierung im Weltcup. Bei den Juniorenweltmeisterschaften 2019 in Montreal holte er die Silbermedaille über 500 m und die Goldmedaille mit der Staffel und bei den Weltmeisterschaften 2019 in Sofia die Silbermedaille mit der Staffel. Im folgenden Jahr gewann er bei den Juniorenweltmeisterschaften in Bormio die Bronzemedaille über 500 m und die Goldmedaille über 1000 m.

## Persönliche Bestzeiten
- 500 m      40,751 s (aufgestellt am 2. November 2019 in Salt Lake City)
- 1000 m    1:26,050 min (aufgestellt am 7. Dezember 2018 in Almaty)
- 1500 m    2:18,351 min (aufgestellt am 2. November 2018 in Calgary)

## Weltcupsiege

### Weltcupsiege im Einzel
| Nr. | Datum            | Ort     | Disziplin |
| --- | ---------------- | ------- | --------- |
| 1.  | 7. Dezember 2024 | Peking  | 500 m     |
| 2.  | 15. Februar 2025 | Mailand | 500 m     |

### Weltcupsiege im Team
| Nr. | Datum             | Ort        |
| --- | ----------------- | ---------- |
| 1.  | 21. November 2021 | Debrecen 1 |
| 2.  | 28. Oktober 2023  | Montreal 2 |
| 3.  | 29. Oktober 2023  | Montreal 3 |
| 4.  | 8. Dezember 2024  | Peking 4   |
| 5.  | 8. Dezember 2024  | Peking 5   |
| 6.  | 15. Dezember 2024 | Seoul 4    |